# Norra Skärsjön
Norra Skärsjön är en sjö i Kristianstads kommun i Skåne och ingår i Skräbeåns huvudavrinningsområde. Sjön är 15,1 meter djup, har en yta på 0,0917 kvadratkilometer och befinner sig 90,4 meter över havet. Vid provfiske har bland annat abborre, gädda, mört och sarv fångats i sjön.

## Delavrinningsområde
Norra Skärsjön ingår i det delavrinningsområde (624161-141310) som SMHI kallar för Utloppet av Filkesjön. Medelhöjden är 94 meter över havet och ytan är 15,51 kvadratkilometer. Räknas de 15 avrinningsområdena uppströms in blir den ackumulerade arean 291,14 kvadratkilometer. Avrinningsområdets utflöde Skräbeån mynnar i havet. Avrinningsområdet består mestadels av skog (78 %). Avrinningsområdet har 2,08 kvadratkilometer vattenytor vilket ger det en sjöprocent på 13,4 %.

## Fisk
Vid provfiske har följande fisk fångats i sjön:
- Abborre
- Gädda
- Mört
- Sarv
- Sutare